# Едвін Ґрейвз
Едвін Ґрейвз (англ. Edwin Graves, 10 липня 1897 — 29 квітня 1986) — американський академічний веслувальник.
Олімпійський чемпіон 1920 року в складі вісімки.